# Barena

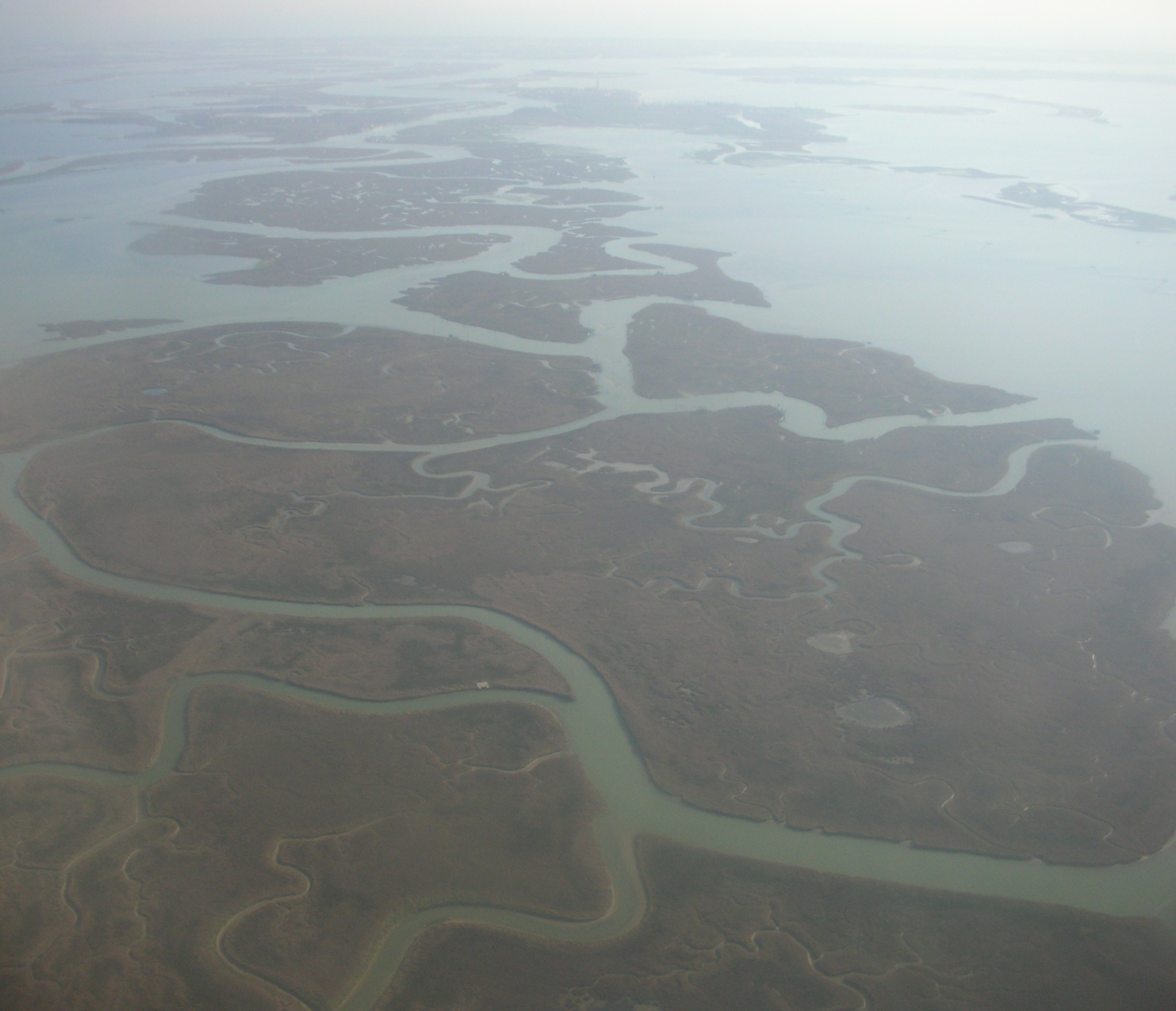
Tipico paesaggio barenicolo (Laguna Veneta)

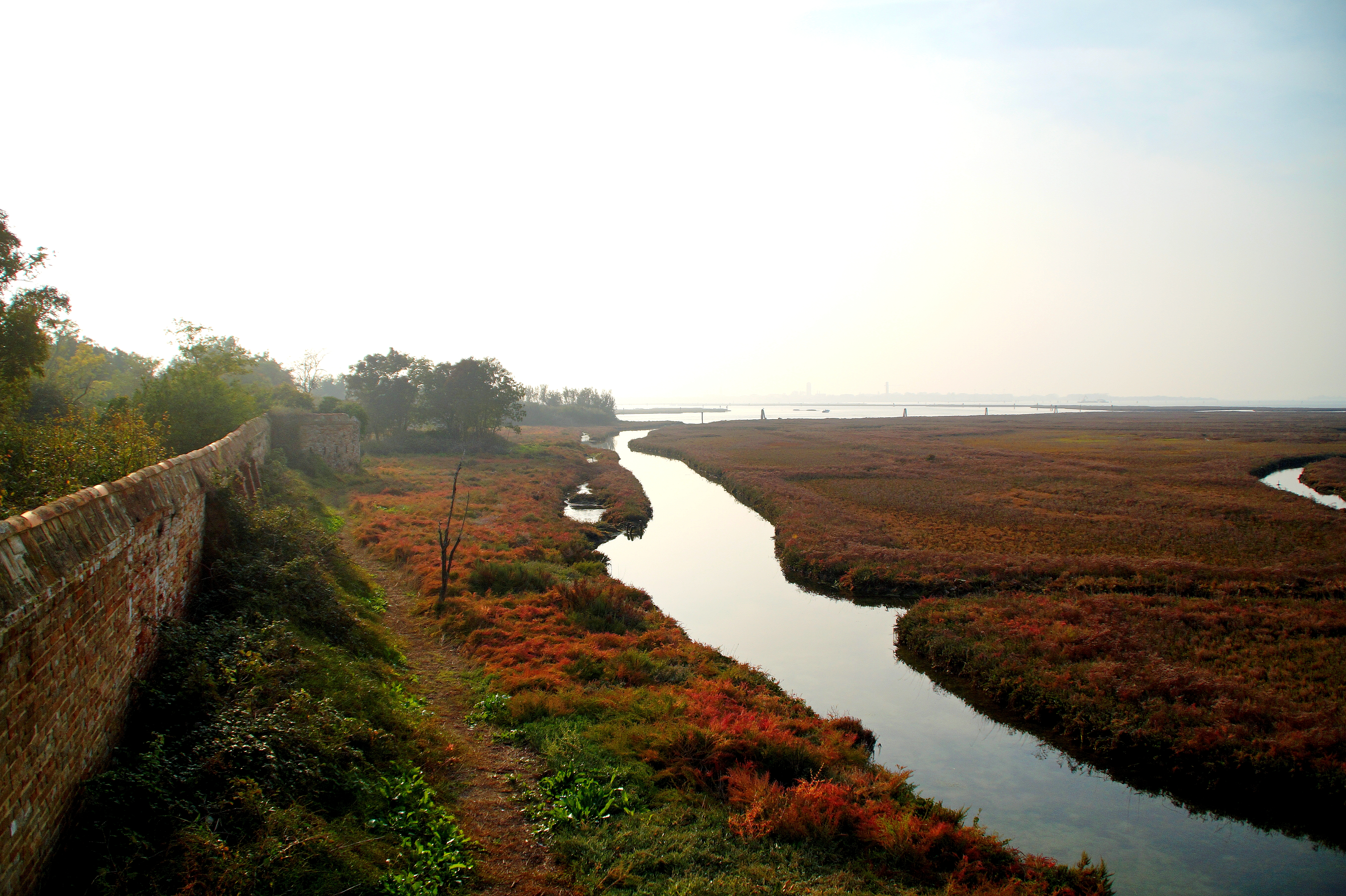
La barena all'isola Lazzaretto Nuovo

Le barene (dal vocabolo veneto baro che indica un cespuglio o un ciuffo d'erba) sono terreni di forma tabulare tipici delle lagune, periodicamente sommersi dalle maree. In Italia possiamo trovare barene sia in lagune adriatiche come nella Laguna di Marano, nella Laguna di Grado, nella Laguna di Venezia o nelle Valli di Comacchio sia in zone soggette a minore escursione di marea come nell'Area naturale marina protetta Tavolara.

## Descrizione

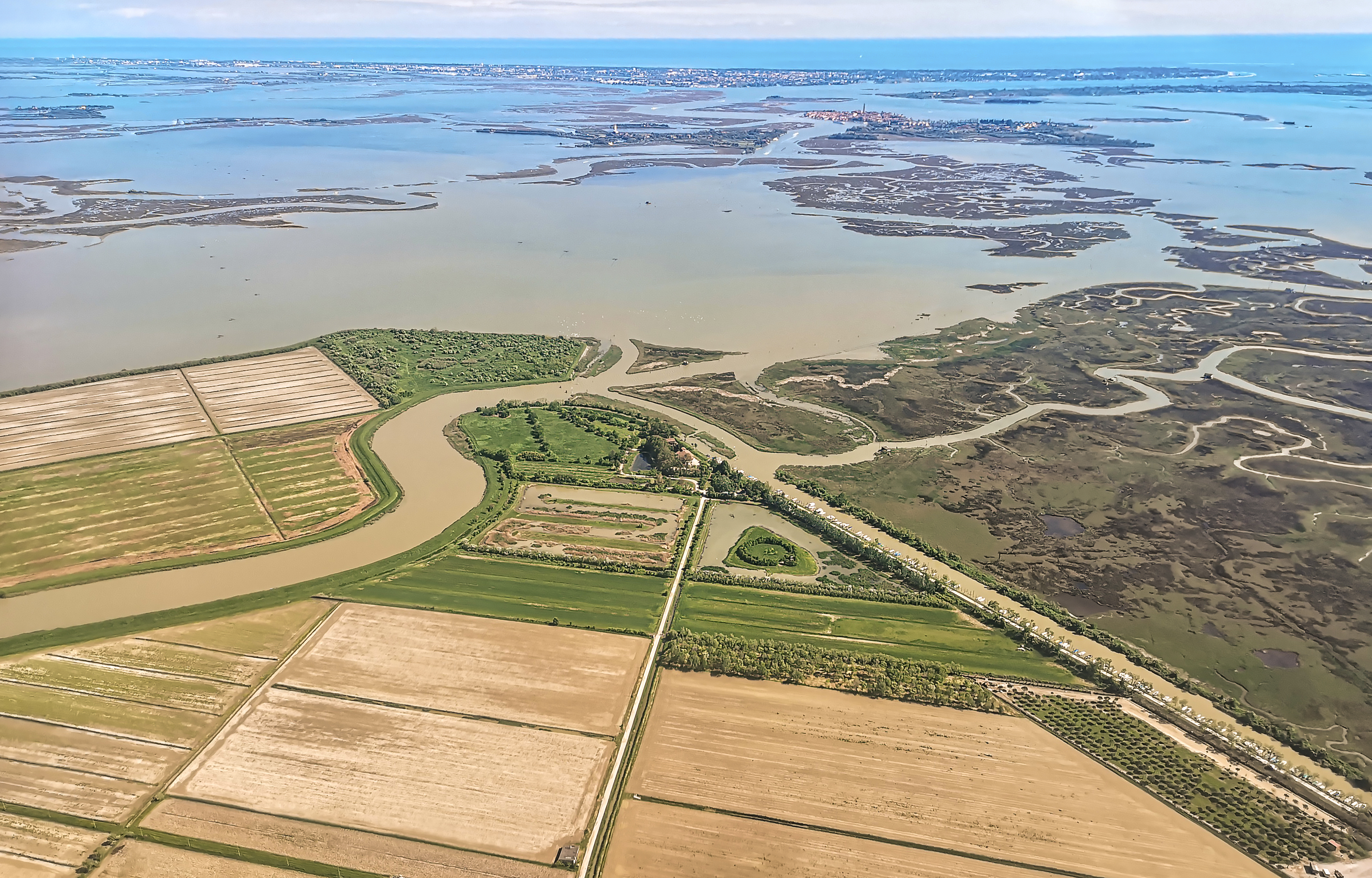
La foce del Dese nella laguna veneta, in una zona di recenti bonifiche al confine con l'area barenicola.

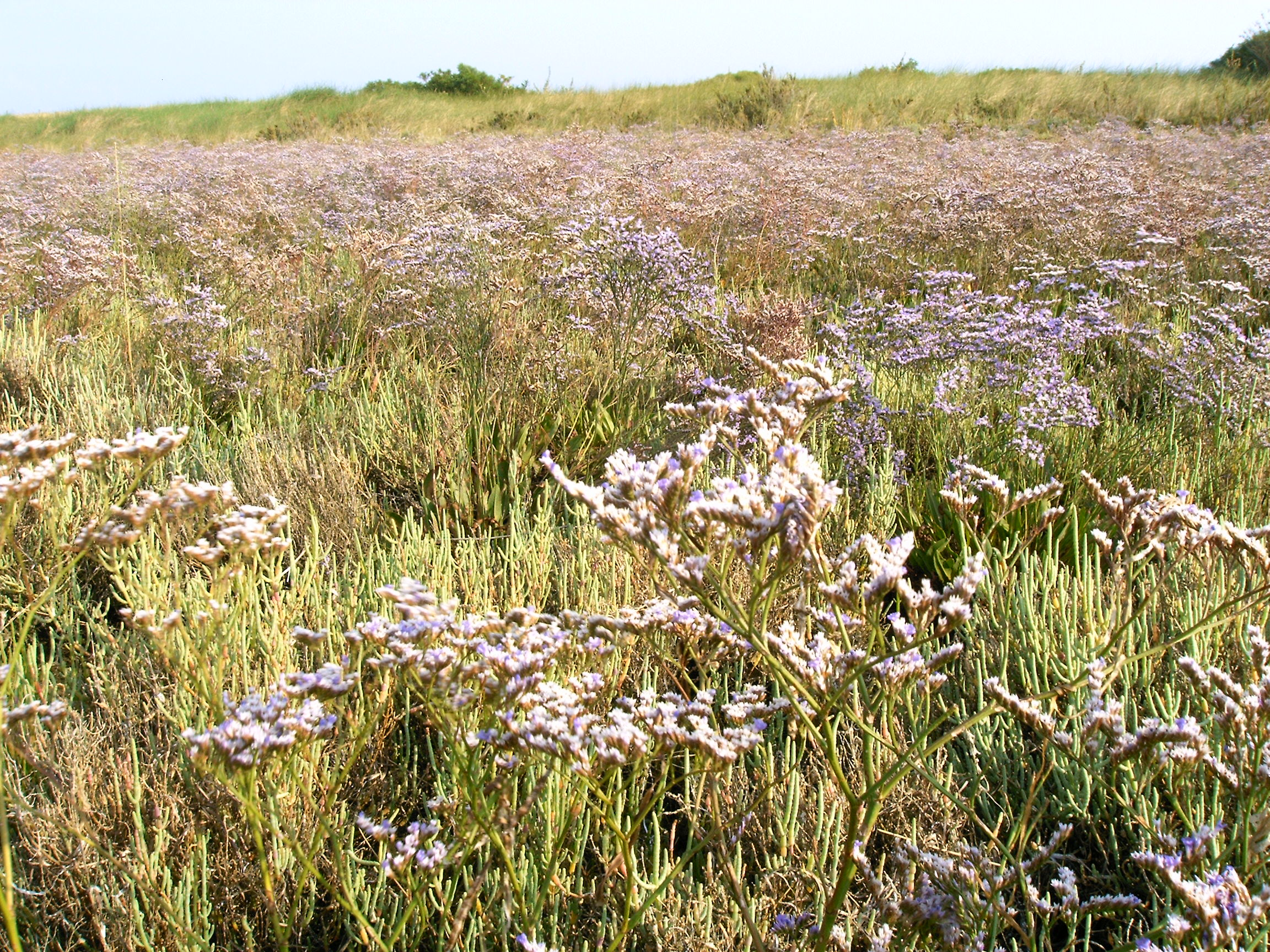
Il Limonium detto fiuri de tapo in lingua veneta, varietà maranese, diffusi nelle barene della laguna di Marano

Essendo le barene una formazione della zona intertidale se ne possono formare in tutte le lagune del mondo differenziandosi per la tipologia del terreno che coinvolgono per esempio di sabbia come quelle di Cap-Ferret in Francia. Pur essendo senza evidenti rilievi, possono presentare leggere depressioni centrali a catino e dei bordi debolmente rialzati. Sono attraversate da canaletti naturali detti Ghebi.
Le barene sono importantissime dal punto di vista ecologico: contribuiscono a favorire il ricambio idrico, limitano l'impatto delle maree sul livello dell'acqua funzionando da vaso di espansione, moderano l'azione del moto ondoso, ospitano, come già detto, una caratteristica vegetazione e una ricca avifauna.
Le piante che crescono in queste severissime condizioni hanno adottato differenti strategie per sopravvivere: cresce così una vegetazione diversa da quella che possiamo trovare in un prato o in un bosco e che, per la sua caratteristica di vivere in suoli salati, è detta alofila o alofita. Piante cosiddette "di barena" sono la Salicornia, lo Sparto delle barene, varie specie di Limonium e la formazione vegetale detta Mangrovia.

### Nella Laguna di Venezia
Nella Laguna di Venezia ricoprono una notevole superficie (oltre 90 km²) soprattutto nelle zone di nord-est e di sud-ovest e i canali vengono chiamati ghebi in dialetto veneziano. In base alla formazione e all'evoluzione che hanno subìto, le barene della laguna di Venezia possono distinguersi in:
- barene di bordo lagunare
- barene delle aree interne
- barene ai lati dell'antica immissione dei fiumi in laguna
- barene ai bordi dei canali lagunari
- paleobarene

Inoltre, all'interno della barena si possono distinguere in base all'elevazione due fasce, ognuna con caratteristiche pedologiche e botaniche proprie:
- barena bassa
- barena alta

Le barene presentano un suolo pesante, asfittico, scarsamente permeabile di composizione limo-argillosa, definito "suolo salso" per l'elevata concentrazione di cloruri. Oggi, tuttavia, tendono lentamente a scomparire perché erose dall'azione delle acque, accelerata da modificazioni antropiche quali lo scavo di canali profondi, il moto ondoso causato da imbarcazioni a motore, ecc. Se però dovessero venir meno, verrebbe messo a serio rischio tutto l'ecosistema lagunare e presto Venezia e tutte le isole circostanti sarebbero in balia delle correnti. Attualmente è in corso un'opera di recupero delle barene, molte delle quali, scomparse da anni, stanno ritornando alla luce grazie all'immissione di fanghi bonificati e depurati, provenienti dall'escavo dei canali.
Alle barene si contrappongono le velme che, viceversa, sono zone prive di vegetazione perché emergono solo in particolari condizioni di bassa marea; mentre invece le parti più elevate, sommerse solo in particolari condizioni di alta marea, si chiamano motte (es.: Motta di San Lorenzo). Una tipica piante di questo habitat è il Limonium vulgare, e il miele che si ottiene da questa specie viene detto miele di barena. La produzione monoflorale è scarsissima per la limitata estensione di queste aree, anche se è una pianta mellifera.